# Streymoy
Streymoy est la plus grande et la plus peuplée des îles de l’archipel des Féroé. Tórshavn, la capitale du pays, est située à la pointe sud de l’île, face à l’est. 
Streymoy signifie Île du courant : le courant qui sévit dans l’étroit chenal maritime séparant Streymoy de l’île voisine d’Esturoy (« Île de l'Est ») peut aller jusqu’à douze nœuds (22 km/h) et change régulièrement de sens.
Le territoire de l’île est partagé en quatre communes : Tórshavn, Kvívík, Sunda et Vestmanna.
L’île est habitée par quelque 22 400 habitants, densité de 60 hab./km2, ce qui représente 40 % de la population des Îles Féroé. La majorité de ces habitants résident à Tórshavn qui a une population de 12 648 habitants (1er janvier 2015).
À 2km au sud du village de Hvalvik, sur la côte orientale  de l'île,  Við Áir, une ancienne station baleinière, a été réaménagée en Musée maritime. Le site abrite également Dugni, une école spécialisée.

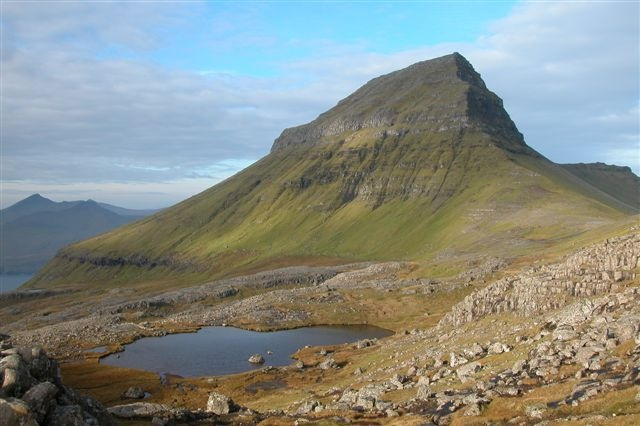
Skælingsfjall (767 m) sur Streymoy